# 2022年烏克蘭赫爾松反攻
2022年烏克蘭赫爾松反攻是俄羅斯入侵烏克蘭中，烏克蘭在赫尔松州等乌南地区展开的對俄羅斯军队的反攻，旨在奪回俄羅斯佔領的烏克蘭領土，行動在8月29日開始。10月9日烏克蘭軍方奪回1170平方公里的土地，最終俄羅斯軍隊在11月9日從首府赫爾松撤出。11月11日，赫爾松重回烏克蘭控制。

## 背景

### 俄羅斯攻擊

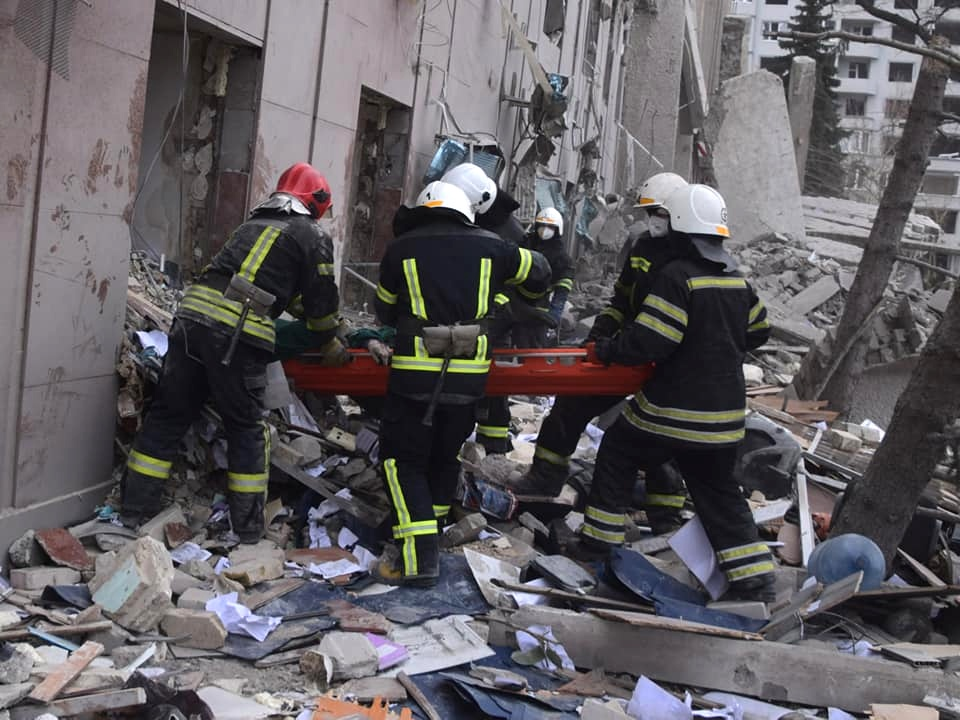
2022年3月29日，尼古拉耶夫政府大樓被襲擊後，急救人員進行搜救工作。

在俄羅斯入侵烏克蘭期間，俄羅斯軍隊在烏克蘭南部攻勢中入侵了赫爾松州、扎波羅熱州和尼古拉耶夫州。俄羅斯軍隊輕而易舉地佔領了赫爾松州首府赫爾松，並將烏克蘭軍隊推回了尼古拉耶夫，而且試圖從東南入侵敖德薩。在扎波羅熱州，俄軍向北推進，最終在埃涅爾戈達爾戰役中擊敗了烏克蘭軍，奪取了具戰略地位的扎波羅熱核電站。俄軍也向東推進，到達頓涅茨克州與扎波羅熱州的行政邊界。

### 俄羅斯佔領
俄羅斯軍隊於2022年3月2日開始佔領赫爾松州。據報導，佔領當局在城鎮廣場豎立了弗拉基米爾·列寧雕像，將俄語課程引入當地學校系統，把互聯網服务器重新路由到俄羅斯，而且簽發俄羅斯護照，亦開始使用盧布。俄羅斯人還佔領大片扎波羅熱州。到7月初，俄羅斯控制了95%的赫爾松州和70%的扎波羅熱州。據稱，俄羅斯當局在這兩個地區綁架了數百名平民。
5月下旬，俄羅斯政府官員承認了吞併這兩個州的計劃，並據報導指正在扎波羅熱境內設定有利的佔領條件。據報導，俄羅斯佔領當局計劃在2022年底在該地區舉行全民公決，以吞併赫爾松州和扎波羅熱州，據英國情報官員稱，俄羅斯佔領當局在擔心被烏克蘭軍隊挫敗的情況下，官員們將公決日期提前到了秋季。許多西方新聞媒體和政府官員將這次公投描述為「騙局」。

### 烏克蘭反擊
2022年3月9日之前，烏克蘭對俄羅斯軍隊進行了多次小規模反擊，迫使他們進入防禦陣地，到3月11日，俄羅斯的攻勢在尼古拉耶夫州內多條戰線上停滯不前，促使俄軍在月底逐漸撤退。4月，烏克蘭當局宣布已將敵人向南推進到與赫爾松州接壤的邊界。
4月18日，俄羅斯、頓涅茨克人民共和國和盧甘斯克人民共和國部隊發動了2022年頓巴斯戰役，使到大部分兵力必需向東推進。烏克蘭軍方利用了這一點並推進至他們先前在赫爾松州和扎波羅熱州的陣地。烏克蘭的反擊迫使俄羅斯軍隊撤出沿因古列茨河南部邊界設置的幾個要塞陣地。5月下旬，烏克蘭已經在扎波羅熱州和頓涅茨克州之間的邊界發動了小規模反擊。
到6月1日，戰爭研究所評估烏克蘭在赫爾松州的反擊已成功到達並破壞沿因古列茨河的俄羅斯交通線。整個六月，赫爾松西北部和扎波羅熱州北部的一小部分地區被收復，但俄羅斯的主要防線並未按原計劃撤退。

### 游擊戰
在被佔領土內有許多關於游擊戰的報導。在梅利托波爾，烏克蘭抵抗運動領導人聲稱截至6月5日已殺死100名俄羅斯士兵。在赫爾松，烏克蘭抵抗戰士引爆了俄羅斯軍隊經常光顧的一家咖啡館，殺死了俄羅斯的合作者並摧毀了俄羅斯的軍事基礎設施。還有報導稱，火車軌被毀，橋樑被炸毀以令俄軍彈藥和支援减少。

## 前奏
烏克蘭官員在6月中下旬首次暗示將發動大規模軍事攻勢，稱到2022年8月，烏克蘭的反攻有望取得「明顯成果」。一位烏克蘭將領在6月15日表示，如果烏克蘭獲得足夠武器，其將能夠在夏季發動大規模反攻。
7月5日，烏克蘭對梅利托波爾的俄羅斯前哨發動了大規模轟炸，據報導造成200名士兵死亡。7月7日，烏克蘭收復蛇島，為烏克蘭提供寶貴的海上通道和糧食出口通道。
與此同時，俄羅斯試圖加強對赫爾松州和扎波羅熱州的控制。俄羅斯表示，在赫爾松州出生的嬰兒將自動獲得俄羅斯公民身份，暗示赫爾松是俄羅斯聯邦的一部分。
7月27日，乌克兰军队宣布开始就赫尔松的行动“积聚势头”。首要目标是孤立驻守在当地的俄罗斯第49集团军，以逼使俄军投降或撤退。乌军在也在赫尔松的北部，因古尔河以南建立了一个桥头堡。同时，乌克兰国防部表示，俄罗斯正在从东部的顿巴斯地区调动最大数量的部队集中在赫尔松方向，亦宣称俄罗斯自7月初以来，对乌克兰发射了49枚导弹和44次空袭。乌克兰总统泽连斯基的顾问奥列克西·阿列斯托维奇（Oleksiy Arestovych）表示，俄罗斯正在从东部向南部大规模重新部署部队，相当于从进攻转向防御的战略转变。俄罗斯方面宣称，当天对赫尔松北部的一次空袭中击毙了130名乌军，以及拘捕了一批在当地为乌克兰提供炮击信息的特工。而在赫尔松的俄军部队则在第聂伯河的桥梁附近铺设浮桥和拖船等设备，以用于补给。同时，俄军从黑海和白俄罗斯的方向发射导弹袭击基辅和切尔尼戈夫的北部地区。

### 作戰公告
7月9日上午，由於烏克蘭即將發起反攻，烏克蘭政府當局開始敦促赫爾松州和扎波羅熱州的居民撤離家園。尤其敦促被佔領的赫爾松居民建造避難所，以「在烏克蘭的反攻中倖存下來」。烏克蘭副總理伊琳娜·韋列舒克和臨時佔領區重新融合部警告說，未來幾天將發生激烈的戰鬥和砲擊，聲稱「烏克蘭武裝部隊要來了」。
7月9日，烏克蘭總統澤倫斯基下令包括南方作战指挥部在內的烏克蘭軍隊重新奪回被佔領土。同一天，烏克蘭國防部部長奧列克西·列茲尼科夫表示，烏克蘭正在為進攻集結百萬大軍。

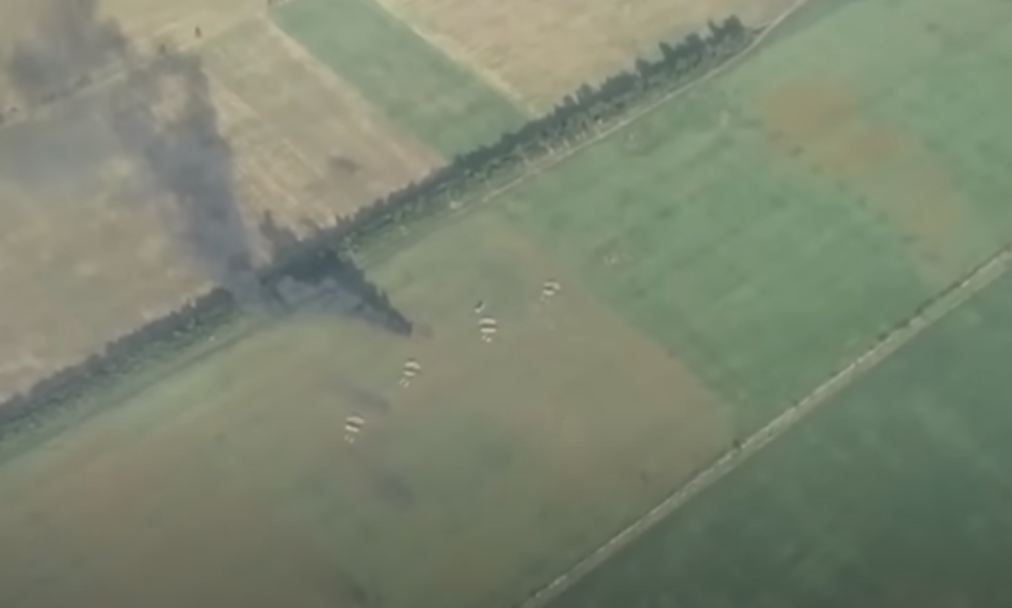
2022年7月13日，烏克蘭在尼古拉耶夫向俄軍軍火庫展開轟炸。

7月11日，烏克蘭軍隊報告說其重新佔領了赫爾松州的伊萬尼夫卡村。烏克蘭軍隊利用海馬斯導彈襲擊位於赫爾松市新卡霍夫卡的俄羅斯指揮所，造成12名士兵和一名俄羅斯少將阿爾喬姆·納斯布林死亡。到下午，烏克蘭當局聲稱俄羅斯軍隊正在將裝備轉移到第聶伯河左岸，在赫爾松市內設置路障，為巷戰做準備。烏克蘭當局敦促扎波羅熱州的平民撤離，這表明一場大規模的反攻正在進行中。
7月12日，烏克蘭襲擊了眾多俄軍軍事目標和基礎設施。
7月13日，赫爾松地區軍民政府負責人稱，烏克蘭沿整個尼古拉耶夫─赫爾松─扎波羅熱前線發動了反擊。
7月19日至27日，乌克兰使用海马斯远程导弹连续对赫尔松地区，俄罗斯通过第聂伯河进行补给的桥梁进行轰炸，成功破坏包括安东诺夫斯基大桥在内的重要桥梁，导致俄军重型装备无法出入。乌军与英国情报局表示，在对通往赫尔松的桥梁进行轰炸后，几乎成功地将赫尔松地区与其他被占领的土地隔绝起来。同日，乌军也解放了俄军在赫尔松被占领的两个地区安德里伊夫卡和洛佐韋。

## 戰鬥

### 初次反攻目標與情報掩護
8月29日，乌克兰南方战区宣布，乌克兰南部地区的反攻已开始。实际上，这次攻势是一次佯攻，目的为掩护在哈尔科夫州展开的大反攻。不過仍試圖在戰線外圍進行拉鋸，据称，本次攻势为多方向，包括赫尔松市，雖然部分攻勢被擊退，但後來成功用海馬斯將大橋炸得不能通行，當月進度如下：
2022年8月29日下午，乌克兰南部两个主要的州首府都发生爆炸：被俄罗斯军队占领的赫尔松，以及由乌克兰控制，离赫尔松只有50公里的米科拉伊夫也被轰炸。乌克兰卡霍夫卡（Kakhovka）作战大队表示，占领赫尔松的俄罗斯第109团正在撤出赫尔松，因为他们的驻扎基地已被海马斯火箭炮所毁。卡霍夫卡部队称，美国提供的海马斯高精度火箭炮系统摧毁了所有赫尔松的连外大橋，包括安東諾夫斯基大橋，安东诺夫斯基铁路桥和卡霍夫卡水电站大坝上的公铁路桥，只留下一些人行便道。俄罗斯国防部称，泽连斯基下令乌军从三个方向发动攻击，但俄称“乌方最新一次进攻行动的尝试已经惨败。”
截至8月30日，据乌克兰方面称，乌军已夺回赫尔松市附近的四个村庄，并突破了俄军的第一道防线。
9月3日，乌克兰军队收復了布拉霍達蒂夫卡。9月5日，乌克兰总统泽连斯基宣布反攻取得胜利，并发布了一张维索克皮利亚镇被插上乌克兰国旗的照片，乌方表示现已夺回三个城镇，但未指明地点。赫尔松地区俄占当局则称乌克兰在赫尔松反攻失败，乌军约三千人死亡。
9月13日，俄罗斯军队从基塞利夫卡撤出。9月13日，烏克蘭方面表示已收復亚历山德里夫卡。還有消息表示，乌克兰已经收复了基塞利夫卡，但截至9月14日，乌克兰军方尚未证实这一点。为了減緩烏克蘭的推進速度，俄罗斯军队炸毁了因胡莱茨河的一座大壩。
9月24日，美国官员表示，赫尔松前线的局势對俄羅斯來說越來越不利。当地俄羅斯军队士兵士气低落，由于第聂伯河上的桥梁被毁，俄軍的大部分供应线被切断。俄罗斯的军事指挥官一度要求撤退，但俄羅斯总统普京禁止俄軍從赫尔松市撤出。

### 第二次進逼與俄軍撤退
10月2日，烏克蘭軍隊發動較強力的反攻，收復了佐洛塔巴爾卡、米哈伊利夫卡、米羅柳比夫卡以及阿爾漢海爾斯凱。
10月3日，烏克蘭在比較主要的反攻下，收復了新亚历山德里夫卡、哈夫里利夫卡、米哈伊利夫卡以及赫雷謝尼夫卡。俄国防部称：「乌军凭借优势坦克部队，突破了俄军在赫尔松北部的防线。」
10月4日，烏軍一天內推進至少40公里，奪回赫爾松的杜恰內等近郊城鎮，以及第聶伯河沿岸數個村落，成功切斷俄軍的補給線，導致當地的俄軍被迫棄守。
10月7日，烏克蘭總統澤倫斯基在影片談話中表示，烏克蘭部隊光是本月就已收復南部赫松州超過500平方公里領土，以及數十處村落，澤倫斯基表示：「在烏東地區也有捷報，我們總有一天也會報告在烏克蘭東南部札波羅熱州、在那些仍被占領者控制的地區取得勝利。」
10月8日清晨六點，連接克里米亞與俄羅斯的克里米亞大橋發生爆炸事件，導致鐵路上往克里米亞方向7節運載燃料的車廂起火並冒出巨大黑煙，大橋頓時烈焰衝天，而汽車通行處也有部分橋面直接塌陷。克里米亞大橋是俄羅斯通行到克里米亞的交通樞紐，也是赫尔松地区俄軍重要的後勤支援補給路線，爆炸事件發生後大橋的交通運輸已經中斷。而對於本次爆炸事件烏克蘭總統辦公室主任安德里·葉爾馬克則只表示：「大橋爆炸只是開始，任何非法的设施都必須摧毀」。
11月9日，俄國防部長紹伊古下令俄羅斯部隊完全撤出第聶伯羅河西岸以及赫爾松市。
11月10日，乌军正式收复了尼古拉耶夫州的斯尼胡里夫卡市。
11月11日，乌克兰国防部情报总局确认赫尔松市已被收复。

## 另見
- 赫爾松戰役
- 俄佔赫爾松
- 梅利托波爾戰役
- 俄佔扎波羅熱
- 蛇島戰役